# 蒙古征戰
蒙古軍征戰，發生於13世紀初蒙古帝國建立后，成吉思汗及其子嗣率軍在歐亞大陸和中东各地征戰，政權控制地區在一百多年間迅速擴張，其極盛時期之領土範圍，使其成為有史以來連續性版圖最遼闊的國家。
在這透過征戰、屠殺和破壞進行的擴張中，估計數以千萬計的人口受直接或間接影響而死亡，且至少超過一半的受害者身處中國大陸，其他嚴重受害地區包括現代伊朗和伊拉克所在地區（灌溉及排水設施系統遭摧毀）等。伊斯蘭黃金時代的結束被認為與來自蒙古軍隊的破壞有重大關聯。波斯灣地區的伊斯蘭文明直到中世紀後才得以恢復。
黑死病的傳播被認為與此有重大關聯，征戰過程所致大量人口死亡，也被認為是黑死病流行所致。
由於大量難民由中國大陸北方向南方遷徙，促成了漢人等族群的定居社會擴張到長江以南的地區。
這被視為全面戰爭的早期案例。

## 征服策略
蒙古領導人和軍隊鼓勵被征服者服從和納貢，成為附庸（如高麗）；但是，一旦出現抵抗，即使用靈活且機動的小型部隊，進行不分軍民之無差別屠殺和破壞（如花剌子模王朝的滅亡），以達震懾其他不服從者之效果，並在屢次操作中驗證透過製造普遍恐慌而促使被征服者順從的有效性。破壞的重要目標包括農業設施，主要後果包括飢荒。
屠殺對象主要是不分年齡的被征服男性（有時以殘酷的方式虐殺，甚至被煮食），女性也被虜作性奴役用途，但有時也有可能被殺。
有時，蒙古軍隊也會將染病死者的屍體拋擲到敵方陣地，以期敵方人員染病（導致戰鬥能力下降等）；黑死病的傳播被認為與此有關。這被認為是一種生物戰。
蒙古軍隊經常練習假裝撤退，並屢次在交戰時使用這種策略。

## 軍事組織

### 馬匹
每個戰士通常擁有3到4匹馬，交替騎乘通常使他們得以高速前進，而不會讓馬匹過度疲累或受其表現影響；當感到馬疲憊時，便換騎另一匹。同時，戰士們以保護自己的方式保護馬匹，並用層狀鎧甲覆蓋牠們；馬甲分為五個部分，覆蓋範圍包括前額，有一塊特製的板子綁在脖子兩側。
戰士們會將樹枝或樹葉綁在馬後面，在地上拖曳，在距離敵方陣地遠處製造塵土飛揚的現象，使敵方認為軍隊規模龐大，而產生投降的心理壓力。由於每個戰士擁有不只一匹馬，他們在正式交戰前會讓囚犯和平民騎馬，以向敵方誇大戰鬥人員數量。

### 騎兵
軍隊主要由騎射戰士組成，且人員數量相對少。以小型編隊靈活機動作戰，針對敵方各個方面進行策略性分工作戰；經常使用心理戰手段破壞對手士氣。有多次以相對少的人員擊敗對手的紀錄。
戰士的射程可能超過200公尺，也可以在150或175公尺的範圍內進行定點射擊，這決定了輕騎兵部隊的戰術接近距離。有時以平拋運動式的射擊攻擊相距400公尺的敵方作戰單位（在沒有瞄準單個士兵的情況下），可能用以破壞對方士氣並驚嚇其馬匹。

### 複合弓
主要武器是由牛角、木材和腱以層壓方式製成的複合弓；牛角層位於內表面以抵抗壓力，而腱層位於外表面以抵抗張力，如此結構使得它的體積得以便於騎射用途，同時保持出色的作戰效能。這種弓的製造技術在清代蒙古被清朝政權抑制，因而失傳。

### 箭
裝有60支箭的箭袋被綁在騎兵的背上和馬匹上。弓箭手通常攜帶2到3張弓（一張較重，用於徒步使用，另一張較輕，用於騎射），並配有多個箭袋和銼刀，用於磨銳箭頭。這些箭頭在第一次加熱至發紅狀態後，透過將它們浸入鹽水中使之硬化（參看熱處理）。 

### 重力拋石機
這種武器被用於攻城，在襄樊之戰的應用特別為人所知，又被稱作「回回砲」。

### 炸彈
1274年圍攻邵陽時，伯顏利用風向，命令部眾以「熔化的金屬炸彈」轟擊城區，隨後引發大火，並導致城池被攻陷。1275年，伯顏再次在攻擊常州時使用炸彈，然後率眾衝入城中，屠殺拒絕投降者。

### 火藥
據文獻記載，元日戰爭中元軍方面使用帶有火藥的武器進行攻擊。

### 將被征服者編入軍隊
蒙古征服者經常將各地的被征服者編入其軍隊，軍隊因而不斷擴張。

### 戰鬥號令
在戰鬥中使用信號旗和吹號角，也使用信號箭，以傳達移動指令。

## 主要的三次西征
第一次西征，大蒙古国成吉思汗十四至十九年（1218—1223年），成吉思汗率蒙军与花剌子模王国、高加索诸国、钦察人和基輔羅斯诸国的战争。建立了察合台汗國。
第二次西征，大蒙古国窝阔台汗八年至十四年（1235—1242年），窝阔台汗遣拔都等诸王率军征服伏尔加河以西、歐洲诸国的战争。建立了欽察汗國（或稱金帳汗國）。
第三次西征，大蒙古国蒙哥汗六年至十年（1252年一1259年9月），蒙哥汗派其弟旭烈兀率领十万大军攻灭木剌夷国、阿拔斯王朝、叙利亚阿尤布王朝的战争。建立了伊兒汗國。

## 征戰列表
- 1202年，鐵木真征服韃靼聯盟。1206年，鐵木真建立蒙古汗國，蒙古諸王和群臣為鐵木真上尊號為「成吉思汗」。
- 1205年－1227年，蒙古入侵西夏，西夏於1227年滅亡；成吉思汗於同年病逝，後由其三子窩闊台繼位為蒙古汗国大汗。
- 1207年，朮赤征服西伯利亞，將西伯利亞之遊牧民族納入旗下。
- 1211年－1234年，蒙古起兵反抗曾经的宗主国金朝，金國於1234年滅亡。
  - 1211年8月，野狐嶺戰役。
  - 1213年7月－1214年10月，成吉思汗三路攻金之戰。
  - 1232年2月，三峰山之戰。
  - 1234年，蔡州（汝陽）之戰。
- 1216年－1218年，蒙古入侵西遼，西遼於1218年滅亡。
- 1219年－1220年，蒙古征服基馬克汗國。
- 1219年－1221年，蒙古征服花剌子模，又稱蒙古第一次西征。
- 1221年－1327年，蒙古入侵印度，只征服印度次大陸的外圍地區，未能深入內陸地區。
  - 1221年－1224年，蒙古多次征討至印度西部欲重建花剌子模旧帝国的繼任蘇丹札蘭丁，但沒有成果。札兰丁要到1231年才被蒙古追杀而死，1220年代后期一度重新控制除河中和花剌子模旧地外的父祖故土。
  - 1224年，成吉思汗至東印度，駐鐵門關，但遇到異獸甪端而撤軍[25]。同年3月至4月蒙古討伐印度西部的木爾坦蘇丹卡巴查（英语：Nasir ad-Din Qabacha），但不敵嚴熱天氣，圍城42天終致撤軍[26]。
  - 1235年，蒙古征服克什米爾，設置達魯花赤。1254年－1255年，克什米爾的王族發動政變反抗，但被蒙古平定。
  - 1241年，蒙古入侵拉合爾，並在屠城後撤軍。
  - 1248年－1258年，德里蘇丹國的王子和卡爾提德的馬利克向蒙古求助尋求爭權，使蒙古多次入侵印度而征服外圍地區，並分封給他們作為蒙古的附庸國。
  - 1292年－1327年，察合台汗國多次入侵印度及德里蘇丹國，但沒有成果，只在1303年10月成功入侵德里（英语：Mongol invasion of India (1303)），然而無法攻下德里蘇丹在附近駐紮的堡壘而撤軍。
- 1220年－1243年，蒙古入侵喬治亞王國，喬治亞王國於1243年臣服於蒙古帝國，成為其附庸。
- 1220年－1240年，蒙哥率領蒙古軍隊入侵庫曼汗國，庫曼汗國於1220年滅亡，而後庫曼人逃至基輔羅斯。
  - 1223年5月，迦勒迦河之戰，蒙古大勝欽察人與基輔羅斯的聯軍。
- 1223年，伏爾加汗國擊敗哲別與速不台征討基輔羅斯後歸返的蒙古軍隊，此為薩馬拉河之戰。1229年－1230年，窩闊台派兵討伐保加爾汗國，蒙古攻佔烏拉河上游地區。1236年，拔都與速不台攻陷比里阿耳，保加爾汗國滅亡。
- 1231年－1259年，蒙古入侵高麗，高麗王朝於1259年成為蒙古的附庸國，後被劃入大蒙古国的國土內，建征東行省，其后为元朝所继承。
- 1235年－1242年，蒙古侵略歐洲，又稱蒙古第二次西征或長子西征，由速不台、拔都、貴由、蒙哥及不里等人領軍。
  - 1236年－1242年，蒙古入侵基輔羅斯，基輔羅斯諸公國於1240年代起成為蒙古統治下的附庸國，並依附金帳汗國，至多大約持續到1480年。
  - 1238年－1239年，蒙古征服黑海沿岸的阿蘭王國。
  - 1240年－1241年，蒙古第一次入侵波蘭王國和匈牙利王國，其後西征的蒙古大軍得知大汗窩闊台逝世於和林的消息，眾將為趕回參加忽里勒臺大會而收兵。
    - 1241年4月9日，蒙古軍在莱格尼察战役擊敗波蘭王國與日耳曼的聯軍。
    - 1241年4月11日，蒙古軍在蒂薩河之戰擊敗匈牙利王國的軍隊。匈牙利國王貝拉四世逃亡奧地利，又因和奧地利大公的私怨再逃往達爾馬提亞。

  - 1242年，蒙古入侵保加利亞第二帝國，保加利亞成為蒙古的附庸國。
- 1235年－1260年，蒙古入侵南宋第一阶段
  - 1235年－1241年，奉成吉思汗之命，窩闊台攻宋。
    - 1235年，沔州之戰。
    - 1236年，真州之戰、陽平關之戰和江陵之戰。
    - 1237年，黃州之戰。
    - 1238年，廬州之戰和京襄之戰。
    - 1239年，大埡寨之戰
    - 1243年，余玠防蜀之戰。
    - 1244年，壽春之戰。

  - 1253年－1259年，第四任蒙古大汗蒙哥攻宋。
    - 1256年，蒙古攻四川之戰。
    - 1257年，紐磷攻四川之戰。
    - 1258年－1259年，鄂州之戰和釣魚城之戰。大汗蒙哥在親率蒙古軍攻釣魚城時猝逝。
    - 1264年，虎嘯山之戰。

  - 1260年-1276年，元世祖忽必烈独自主持南征。
- 1268年－1279年，忽必烈南征。南宋於1279年滅亡，蒙元統一中國。
  - 1268年－1273年，襄樊之戰。
  - 1273年－1275年，淮西之戰。
  - 1274年，郢州之戰、沙陽、新城之戰和鄂州之戰。
  - 1274年－1275年，嘉定之戰。
  - 1275年，丁家洲之戰、岳州之戰、焦山之戰、臨安之戰、常州之戰和潭州之戰。
  - 1275年－1278年，重慶之戰。
  - 1275年－1276年，揚州之戰。
  - 1276年，靜江之戰。
  - 1276年－1277年，瀘州之戰。
  - 1276年－1278年，文天祥反攻江西之戰。
  - 1279年，厓山之戰。
- 1240年－1241年，蒙古征服吐蕃，西藏高原成為大蒙古国的轄地，其后为元朝所继承。
- 1241年－1244年，蒙古入侵安那托利亞，魯姆蘇丹國、特拉比松帝國及奇里乞亞亞美尼亞王國成為蒙古的附庸國。
- 1244年－1265年，蒙古入侵大理，大理國於1253年滅亡，1265年撲滅殘餘勢力後告結。
- 1252年－1260年，旭烈兀率軍征服西亞至黎凡特地區之各國，並多次劫掠巴勒斯坦地區，又稱蒙古第三次西征或旭烈兀西征。
  - 1256年，木剌夷國最後一任教主投降，後被蒙古人所殺，木剌夷國滅亡。
  - 1258年，蒙古軍攻破巴格達，阿拉伯阿拔斯王朝滅亡，伊斯蘭黃金時代結束。
  - 1260年，蒙古入侵敘利亞，十字軍安條克公國臣服於蒙古；阿勒坡和大馬士革破城，阿尤布王朝至此名存实亡，仅统治着哈马一隅。其後旭烈兀得知大汗蒙哥逝世的消息，將軍隊主力帶回蒙古高原。
    - 1260年9月，怯的不花領蒙古軍兩萬人在阿音札魯特戰役與埃及馬木留克的蘇丹拜巴爾一世交戰，蒙古駐守敍利亞的兩萬人盡歿而敗，馬木留克隨後消滅所有十字軍國家。
- 1257年、1284年、1287年，蒙古入侵越南，越南陳朝（大越）擊退蒙古軍。
  - 1257年－1258年，第一次入侵大越，蒙古軍遭擊退，但大越同意向蒙古入貢。
  - 1284年－1285年，第二次入侵大越，蒙古軍一度佔領越南北方，但後被越軍擊退。
  - 1287年－1288年，第三次入侵大越，蒙古軍於陸戰海戰皆失利，雙方同意維持以往中國對大越的宗主關係。
    - 1288年，蒙古水軍於白藤江之戰遭越南水軍伏擊，全軍盡歿而敗。

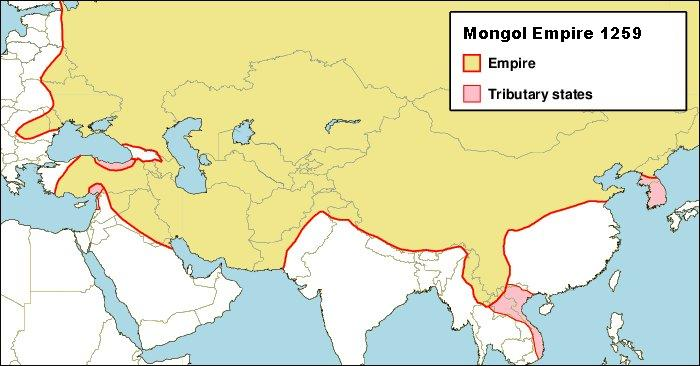
1259年，蒙哥汗統治下的鼎盛時期。

- 1259年－1260年，金帳汗國入侵波蘭王國，破其都克拉科夫，並在桑多梅日屠殺了天主教徒，大肆劫掠後即撤軍。
- 1263年，伊兒汗國與東羅馬帝國簽訂同盟條約，同盟關係直至1328年。
  - 1324年、1337年，金帳汗國劫掠了東羅馬帝國的色雷斯。
- 1264年－1308年，蒙古派3000士兵入侵庫頁島，收伏當地住民骨嵬。
- 1274年、1281年，蒙古入侵日本，鎌倉幕府抗元成功。
  - 1274年，第一次入侵日本，日方稱為文永之役。蒙古軍於陸戰勝利，後因戰事膠著決定撤退，但蒙古戰艦遭颱風襲擊，僅少數人倖存。
  - 1281年，第二次入侵日本，日方稱為弘安之役。蒙古軍登岸失敗，且蒙古戰艦再遇颱風襲擊，全軍覆沒。
- 1277年－1301年，蒙古征服緬甸，蒲甘王國於1287年成為元朝之傀儡國。
  - 1277年，第一次入侵緬甸，蒙古軍擊敗蒲甘軍隊。
  - 1287年，第二次入侵緬甸，蒲甘王國承認元朝為其宗主國。
  - 1300年－1301年，進攻反叛的敏塞王國，但蒙古將領收受賄賂而撤軍。
- 1281年，伊兒汗國入侵敘利亞，在霍姆斯遭馬木留克蘇丹嘉拉溫領軍擊退。
- 1299年－1303年，伊兒汗國再次入侵埃及馬木留克，伊兒汗合赞率軍進攻，初期進展順利，攻入阿勒頗、大馬士革，大軍直指耶路撒冷，但於1303年4月在大馬士革近郊遭馬木留克的蘇丹拜巴爾二世擊退，合贊駕崩後從此未再進犯黎凡特地區。
- 1284年－1285年，金帳汗國入侵匈牙利王國，但在特蘭西瓦尼亞被匈牙利軍隊击退。
- 1285年，金帳汗國劫掠了保加利亞帝國。
- 1291年、1297年，蒙古兩度探訪東方海島流求國。
- 1293年，元朝元世祖晚年對爪哇島的入侵戰爭，元爪戰爭爆發；元世祖至元二十九年（1292年），忽必烈派遣一千艘戰艦組成的海軍，從福建行省泉州渡海，登陸爪哇島，聯合滿者伯夷王克塔拉亞薩，攻打信訶沙里國叛將賈亞卡特望，消滅信訶沙里國。滿者伯夷國王克塔拉亞薩隨後反戈，打退元軍，統一爪哇。
- 1307年，蒙古欲弭平吉蘭的當地氏族勢力，但慘敗而返。